# Кубок трёх наций 1999
Кубок трёх наций 1999 — 4-й розыгрыш Кубка трёх наций, ежегодного турнира по регби-15 между командами Австралии, Новой Зеландии и ЮАР. Проходил с 10 июля по 28 августа 1999 года. Победителем стала Новая Зеландия.

## Регламент
Команды проводят по две игры (одну дома, другую в гостях) с каждым из соперников. Побеждает команда, набравшая большее количество очков. Помимо очков за победу и ничью, можно, при выполнении определённых условиях, заработать бонусные очки:
- 4 очка за победу
- 2 очка за ничью
- 0 очков за поражение
- 1 очко за четыре или более занесённые командой попытки в матче, вне зависимости от конечного результата игры (бонус в атаке)
- 1 очко за проигрыш в матче с разницей в семь или менее очков (бонус в защите)

## Результаты

### Итоговое положение команд
| Место | Команда        | Игры | Игры | Игры | Игры | Игровые очки | Игровые очки | Игровые очки | Бонусные очки | Всего очков |
| Место | Команда        | И    | В    | Н    | П    | +            | −            | ±            | Бонусные очки | Всего очков |
| ----- | -------------- | ---- | ---- | ---- | ---- | ------------ | ------------ | ------------ | ------------- | ----------- |
| 1     | Новая Зеландия | 4    | 3    | 0    | 1    | 103          | 61           | +42          | 0             | 12          |
| 2     | Австралия      | 4    | 2    | 0    | 2    | 84           | 57           | +27          | 2             | 10          |
| 3     | ЮАР            | 4    | 1    | 0    | 3    | 34           | 103          | -69          | 0             | 4           |

### Матчи

#### Первый матч
| 10 июля 1999 14:35 или 19:35 (UTC+12)                                                         | \| Новая Зеландия \| 28:0 (6:0) \| ЮАР \| \| Попытки: Каллен, Уилсон, Маршалл Реализации: Мертенс (1/2), Браун (1/1) Штрафные: Мертенс (3) \| Голы \| \| | «Carisbrook», Данидин Зрителей: 41 500 - 42 000 Судья: Питер Маршалл |
| Новая Зеландия                                                                                | 28:0 (6:0) | ЮАР                                                                  |
| Попытки: Каллен, Уилсон, Маршалл Реализации: Мертенс (1/2), Браун (1/1) Штрафные: Мертенс (3) | Голы |                                                                      |

#### Второй матч
| 18 июля 1999 19:35 (UTC+10)                                              | \| Австралия \| 32:6 (20:6) \| ЮАР \| \| Попытки: Хоран, Барк, Рофф (2) Реализации: Барк (3/4) Штрафные: Барк (2) \| Голы \| Штрафные: ван Страатен (2) \| | «Lang Park», Брисбен Зрителей: 31 677 Судья: Пэдди О’Брайен |
| Австралия                                                                | 32:6 (20:6) | ЮАР                                                         |
| Попытки: Хоран, Барк, Рофф (2) Реализации: Барк (3/4) Штрафные: Барк (2) | Голы | Штрафные: ван Страатен (2)                                  |

#### Третий матч
| 24 июля 1999 19:35 (UTC+12)                                      | \| Новая Зеландия \| 34:15 (22:3) \| Австралия \| \| Попытки: Маршалл Реализации: Мертенс (1/1) Штрафные: Мертенс (9) \| Голы \| Попытки: Греган, Герберт Реализации: Барк (1/2) Штрафные: Барк \| | «Eden Park», Окленд Зрителей: 49 000 - 50 000 Судья: Дерек Бивэн |
| Новая Зеландия                                                   | 34:15 (22:3) | Австралия                                                        |
| Попытки: Маршалл Реализации: Мертенс (1/1) Штрафные: Мертенс (9) | Голы | Попытки: Греган, Герберт Реализации: Барк (1/2) Штрафные: Барк   |

#### Четвёртый матч
| 7 августа 1999 17:00 или 17:15 (UTC+2)                                              | \| ЮАР \| 18:34 (11:20) \| Новая Зеландия \| \| Попытки: Снуман, ван дер Уэстхайзен Реализации: дю Тойт (1/2) Штрафные: дю Тойт (2) \| Голы \| Попытки: Каллен (2) Реализации: Мертенс (0/2) Штрафные: Мертенс (7) Дроп-голы: Уилсон \| | «Loftus Versfeld Stadium», Претория Зрителей: 51 000 Судья: Эд Моррисон               |
| ЮАР                                                                                 | 18:34 (11:20) | Новая Зеландия                                                                        |
| Попытки: Снуман, ван дер Уэстхайзен Реализации: дю Тойт (1/2) Штрафные: дю Тойт (2) | Голы | Попытки: Каллен (2) Реализации: Мертенс (0/2) Штрафные: Мертенс (7) Дроп-голы: Уилсон |

#### Пятый матч
| 14 августа 1999 17:00 или 17:15 (UTC+2)                 | \| ЮАР \| 10:9 (3:3) \| Австралия \| \| Попытки: Флек Реализации: де Бир (1/1) Штрафные: де Бир \| Голы \| Штрафные: Барк (3) \| | «Newlands Stadium», Кейптаун Зрителей: 48 000 Судья: Пол Хонисс или Колин Хоук |
| ЮАР                                                     | 10:9 (3:3) | Австралия                                                                      |
| Попытки: Флек Реализации: де Бир (1/1) Штрафные: де Бир | Голы | Штрафные: Барк (3)                                                             |

#### Шестой матч
| 28 августа 1999 19:35 или 20:00 (UTC+10)                  | \| Австралия \| 28:7 (22:7) \| Новая Зеландия \| \| Попытки: Коннор Реализации: Барк (1/1) Штрафные: Барк (7) \| Голы \| Попытки: Мертенс Реализации: Мертенс (1/1) \| | «Stadium Australia», Сидней Зрителей: 107 042 Судья: Джим Флеминг |
| Австралия                                                 | 28:7 (22:7) | Новая Зеландия                                                    |
| Попытки: Коннор Реализации: Барк (1/1) Штрафные: Барк (7) | Голы | Попытки: Мертенс Реализации: Мертенс (1/1)                        |

| Кубок трёх наций 1999 Победитель |
| -------------------------------- |
| Флаг Новой Зеландии              |
| Новая Зеландия 3-й раз           |